# قلعه اکبرآباد (روستا)
قلعه اکبرآباد ، روستایی از توابع بخش آرادان شهرستان گرمسار در استان سمنان ایران است.

## جمعیت
این روستا در دهستان کهن‌آباد قرار دارد و براساس سرشماری مرکز آمار ایران در سال ۱۳۸۵، جمعیت آن ۱۳ نفر (۴خانوار) بوده‌است.